# Virtue Concept

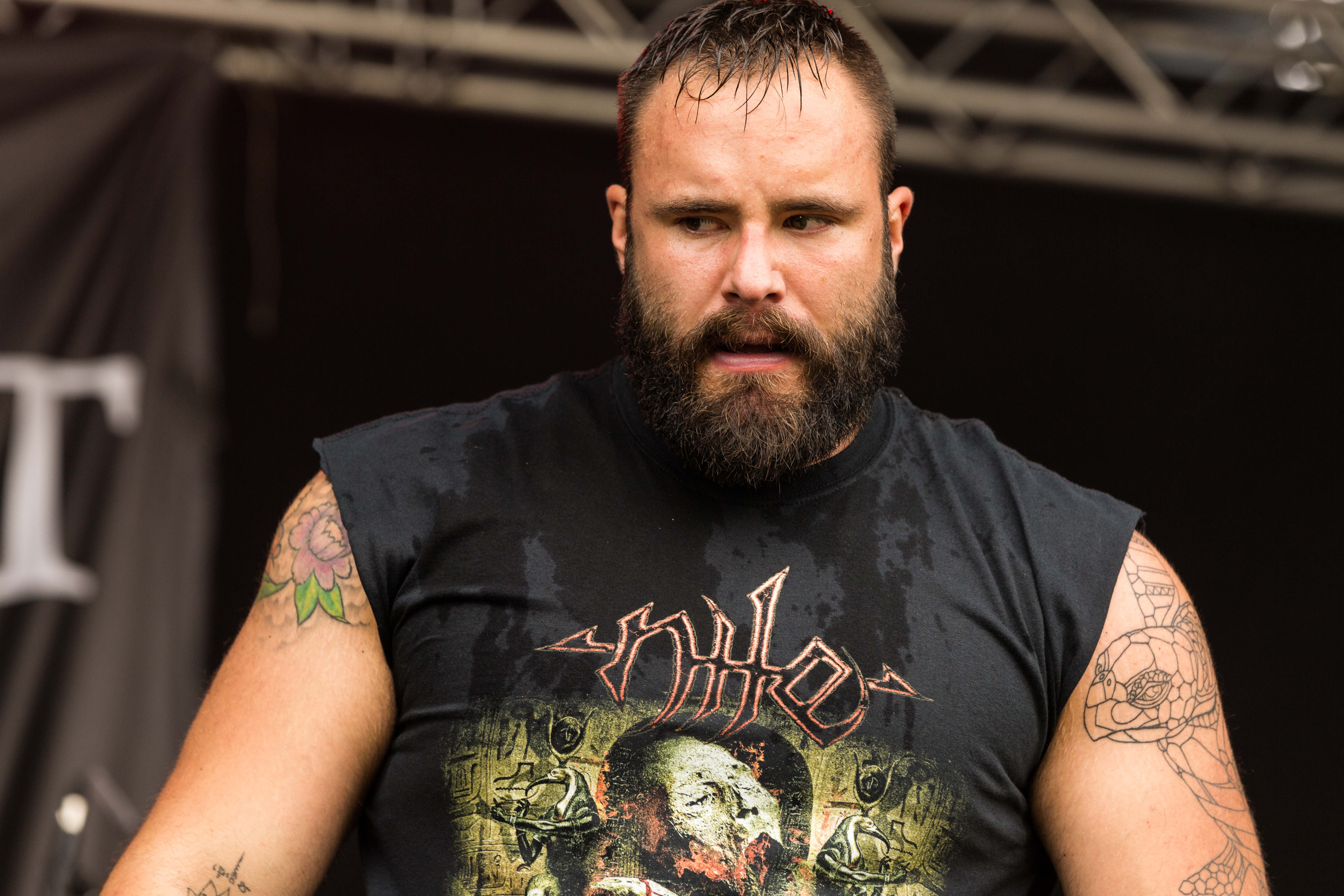
Raphael Grunow beim Metal Frenzy Festival 2017.

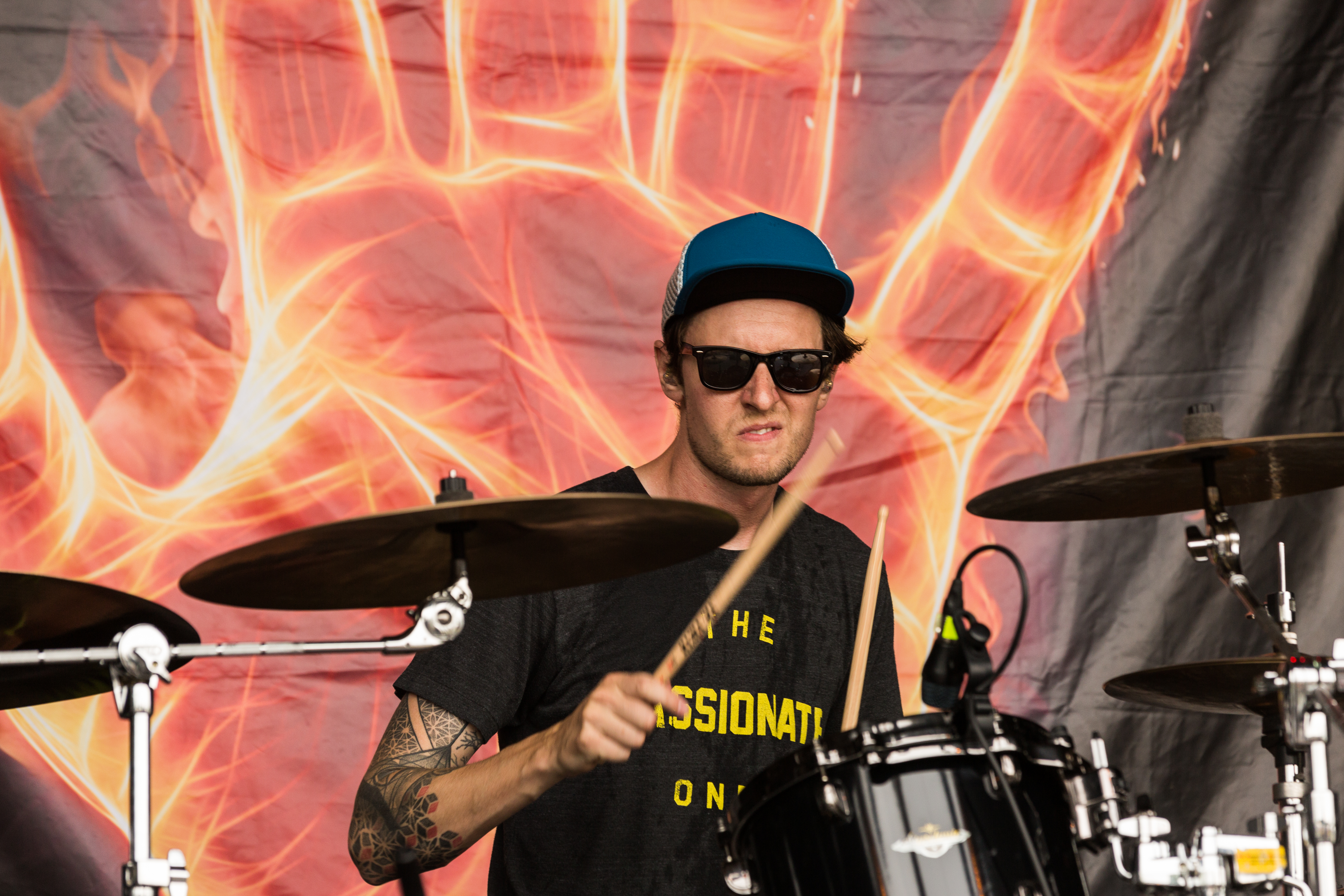
Christian Priol beim Metal Frenzy Festival 2017.

Virtue Concept ist eine Hardcore/Metalcore-Gruppe aus Regensburg.

## Geschichte
Virtue Concept wurde 2011 von Raphael Grunow (Gesang), Christian Priol (Schlagzeug), Felix Eckmeder (Gitarre), Michael Pfeilschifter (Gitarre) und Johannes Eisenreich (Bass) gegründet.
Noch vor Erscheinung ihres ersten Albums spielte Virtue Concept als Vorgruppe von Bands wie Texas in July, War from a Harlots Mouth und Darkest Hour. Es folgten Konzerte mit Deez Nuts, Vanna, Evergreen Terrace, Deadlock, Chelsea Grin, The Browning, More Than a Thousand und Silent Screams.
Das Debütalbum Sources wurde in Zusammenarbeit mit dem Produzenten Sebastian Reichl (Gitarrist und Songwriter bei Deadlock) und Kristian „Kohle“ Kohlmannslehner (Crematory, Eskimo Callboy, Benighted) aufgenommen. Zum Song Treasure Hunt (mit Guest-Vocals von Karl Schubach / Misery Signals) erschien am 5. Juni 2012 ein Lyric-Video.
Am 28. November 2014 erschien die zweite LP Blaze über das Hamburger Label Swell Creek Records, welches in Zusammenarbeit mit Aljoscha Sieg (Any Given Day, Nasty (Band)) aufgenommen wurde.
2016 spielte die Band unter anderem auf dem Full Force (Musikfestival) und dem Summer Breeze Festival.
2018 erschien das dritte Album mit dem Namen Between Scylla And Charybdis. Mixing und Mastering übernahm Christoph Wieczorek von Annisokay.

## Diskografie
- 2011: Brutal Vision Vol. 1 (Compilation feat. Placenta, A Traitor Like Judas, uvm.; Noizgate Records / Rough Trade)
- 2012: Sources (Album; Acuity.Music a division of Let It Burn Records / Soulfood)
- 2014: Blaze (Album; Swell Creek Records / Soulfood)
- 2018: Between Scylla And Charybdis (Album; Modern Noise)